# 遥かなる勝利へ
『遥かなる勝利へ』（はるかなるしょうりへ、Утомлённые солнцем 2: Цитадель）は2011年のロシアのドラマ映画。1994年の映画『太陽に灼かれて』の続編として製作された2部作の後編（前編は2010年の『戦火のナージャ』）で、1940年代の大粛清時代のソ連を舞台に描かれる人間ドラマである。ニキータ・ミハルコフ製作・監督・脚本・主演。

## ストーリー
1943年、かつてロシア革命の英雄として名をはせた元陸軍大佐コトフ（ニキータ・ミハルコフ）は、懲罰部隊の一兵卒としてドイツ軍の堅固な要塞と対峙していた。指揮官の無茶な突撃命令から生還し、ドミートリと因縁の再会を果たす。名誉回復がなされ軍人の地位を取り戻し中将に昇進し、妻マルーシャが生きていることを告げられ、避暑地の別荘へと導かれるが、そこで待っていたのは友人との間に子供を作っていたマルーシャだった。コトフはそれを赦したが、マルーシャは翌日その友人とともに別荘から旅立って行った。
一方、娘ナージャは、従軍看護婦として戦地をかけずりトラックの荷台に傷痍軍人と妊婦を乗せて避難移動中、ドイツ軍から空襲されるが、妊婦が傷痍軍人の手助けで出産するなか奇跡的に生還する。
コトフはスターリンとの会談で政治犯が一方的に殺されることを目的とした絶望的な攻撃の指揮を承諾させられて、ふたたび要塞と向き合う。政治犯に手渡されたのは棒だけであった。ナージャもその近くにいたが、軍事行動への同行は許されず、作戦終了後の死傷者の収容のみを命ぜられる。
命令と軍人としての倫理との間で葛藤したコトフは副官の制止も聞かず、自らも棒を持って要塞へ向かって歩きはじめ副官や政治犯たちもそれに続く。ドイツ軍がいままさに攻撃を開始しようとした瞬間、失火から要塞が大爆発。その爆発音を聞きつけたナージャが丘から見下ろし父・コトフを発見する。地雷原のなか駆け下りるが、コトフは最初気づかないが、ナージャが歌った歌で娘・ナージャであることを認める。二人が抱き寄ろうとした直前、ナージャが地雷の起爆スイッチを踏んでしまう。コトフはそのまま踏んでいるよう言って娘に駆け寄り、自らもボタンを踏んでナージャにはブーツを脱いで離れるように言う。ナージャは地雷から離れられたが、コトフは爆死する。

## キャスト
- セルゲイ・ペトローヴィチ・コトフ - ニキータ・ミハルコフ
- ドミートリ・アーセンティエフ - オレグ・メンシコフ
- マルーシャ - ヴィクトリア・トルストガノワ（ロシア語版）
- ナージャ - ナージャ・ミハルコワ